# Teatro augusto

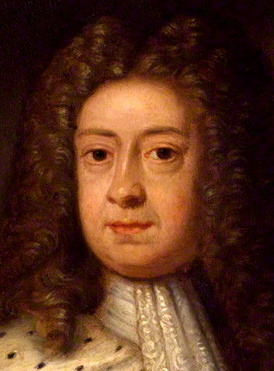
Jorge I de Gran Bretaña, "Augusto".

El Teatro augusto (en inglés: Augustan drama) puede referirse al teatro de la Antigua Roma durante el reinado de César Augusto, pero dentro de la crítica literaria inglesa se refiere sobre todo a las obras de Gran Bretaña a principios del siglo XVIII, siendo un subgénero dentro de la literatura augusta de dicha centuria. El rey Jorge I se refería a sí mismo como «Augusto», y los poetas de la época cogieron esta referencia muy oportunamente, pues la literatura de Roma en la época de Augusto pasó de la poesía histórica y didáctica a la poesía épica y la sátira, refinadas y sofisticadas.
En la poesía, el principio del siglo XVIII estuvo dominado por la sátira, y en la prosa, vio el nacimiento de la novela.  En cambio, en lo que se refiere al teatro, era una época de transición entre la comedia de la Restauración, altamente ingeniosa y sexualmente juguetona, la tragedia patética a caballo entre los dos siglos, y cualquier otra historia posterior que reflejaba la ansiedad de la clase media.  La escena augusta se apartaba del centro de atención de la Restauración que era poner cuernos, los matrimonios de conveniencia y una vida de placer.  En su lugar, el teatro augusto reflejaba las cuestiones que se planteaba la clase mercantil y lo que significaba pertenecer a la pequeña nobleza o alta burguesía llamada gentry: qué era un buen comerciante, cómo conseguir fortuna con moralidad, y cuál es el comportamiento adecuado de quien sirve a otros. 
El teatro augusto tiene reputación de decadente. Una razón para ello es que había pocas figuras dominantes. En lugar de un genio aislado, una serie de dramaturgos trabajaban sin cesar por encontrar temas que atrajeran a un nuevo público. Además, los teatros comenzaron a prescindir de los dramaturgos o alquilarlos para unos temas prefijados, de manera que el productor se hizo el dueño del guion. Cuando el público se cansó de los autores anónimos y las obras de baja calidad, y una nueva generación de talentos hizo que la escena se volviera política y agresiva, el ministro whig intervino y comenzó la censura oficial que puso fin a unos contenidos atrevidos e innovadores. Esto conspiró con el gusto del público por los efectos especiales para reducir la producción teatral y promover la novela.

## La tragedia de clase media

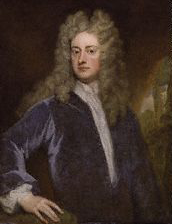
Joseph Addison, colaborador de Richard Steele y autor de Catón.

Como ocurre con la prosa y la poesía, no hay un momento en claro en el que se inicie la «era augusta» en el teatro, pero el final está claramente marcado. El teatro de la época augusta finaliza definitivamente en 1737 con la ley de censura teatral llamada Theatrical Licensing Act. Antes de 1737, la escena inglesa cambió rápidamente de la comedia de la Restauración y la tragedia de la Restauración y sus nobles temas por el melodrama, que se desarrolló rápidamente.
George Lillo y Richard Steele escribieron las obras que marcaron la pauta en los inicios del período augusto. Las obras de Lillo se apartaron conscientemente de los héroes y los reyes para volcarse en los tenderos y aprendices. Enfatizaban el drama a nivel doméstico, más que a nivel nacional, y los defectos o fallos que determinan la caída de sus héroes (hamartia), así como la convención formal según la cual la lucha verbal de los personajes debe organizarse de forma que sirve de base para la acción (agon) de las tragedias son los defectos comunes de caer en la tentación y cometer pecados cristianos. Las tramas se resuelven con perdón y arrepentimiento cristianos. The Conscious Lovers (1722), obra de Steele, gira en torno a un joven héroe que evita batirse en duelo. Estas obras establecen unos nuevos valores para la escena. En lugar de entretener o inspirar a la audiencia, buscaban instruirla y ennoblecerla. Más aún, las obras eran populares precisamente porque parecía que reflejaban las propias vidas y preocupaciones del público. 
Joseph Addison escribió una obra titulada Catón (Cato) en 1713, pero no tuvo seguidores. Catón se refería al estadista romano que se opuso a Julio César. El año de su estreno es importante para entender por qué la obra es única, pues la reina Ana estaba seriamente enferma por entonces, y tanto el ministerio tory de la época como la oposición whig (ya dirigida por Robert Walpole) estaban preocupados por la sucesión. Ambos grupos estaban en contacto con el hermano de Ana, el exiliado Jacobo Francisco Estuardo. Los londinenses captaron esta ansiedad, pues Ana no tenía hijos que la sobrevivieran; todos los sucesores cercanos en la familia Estuardo eran católicos. Por lo tanto, la figura de Catón era un símbolo transparente de integridad católica. Los whigs veían en él el rechazo whig a aceptar un monarca absoluto de la casa de Estuardo, mientras que los tories veían en él la resistencia a ser dominados por un general triunfante (John Churchill, el duque de Marlborough, cuya esposa Sarah se rumoreaba que controlaba a Ana). Más aún, la acusación de Catón de que César se benefició de una guerra ilegal era un eco de las acusaciones tories contra Marlborough. Ambos partidos aplaudieron la obra, aunque el propio Addison era claramente whig y había pretendido que la obra fuera algo cercano a la propaganda. La obra de John Home Douglas (1756) tendría un destino semejante a Catón en la siguiente generación después de la Theatrical Licensing Act.

## El problema del «espectáculo»
Como durante la Restauración, fue la economía la que mandó en los escenarios del período augusto. Durante el reinado de Carlos II el mecenazgo de la corte significaba éxito económico, y por lo tanto los escenarios de la Restauración fueron ocupados por obras al gusto del rey y la corte: dramas que celebraban a los reyes y narraban la historia de los monarcas británicos. Como Carlos II era un mujeriego, la comedia de la Restauración representó una serie de obras altamente sexualizadas. Sin embargo, después del reinado de Guillermo y María, la corte y la corona dejaron de interesarse por el teatro. Los teatros tenían que sobrevivir por lo que el público pagase, un público de ciudadanos que preferían obras que reflejasen las ansiedades de la ciudad y celebraran las vidas de sus moradores. Continuó representándose el material aristocrático de la Restauración, así como adaptaciones de obras isabelinas, pero las nuevas obras que se escribían y representaban eran las obras de teatro domésticas y de clase media. La otra innovación dramática fue el «espectáculo» (spectacle), esto es, obras que apenas tenían texto, pero que ponían el énfasis en los nuevos efectos especiales.

### Espectáculos de pantomima y cuadros vivos
El público acudía cuando se veían reflejados sobre el escenario, pero también cuando lo que se representaba era algo que les impresionara: un vestuario lujoso, unos decorados impresionantes, o unas actrices encantadoras. Los espectáculos extraordinarios de la Restauración vieron el desarrollo de la ópera inglesa y el oratorio, así como una guerra entre teatros que competían entre sí por producir las obras más caras y deslumbrantes. Sin embargo, estas producciones que eran grandes éxitos de taquilla podían significar tanto la seguridad como la ruina financiera, y ninguno de los dos teatros principales podían continuar arriesgándose de este modo. Después de estas guerras entre teatros, y fueron muchas (Shesgreen 27), los teatros calculadamente buscaron el máximo atractivo al menor coste. Si el coste de tiempo de ensayo, en particular, podía reducirse, la inversión del teatro se reduciría. El tiempo de ensayo costaba al teatro su elenco, sus maestros de propiedad, y sus escenarios, y un largo ensayo significaba menos obras que representar. Además, los dramaturgos recibían la recaudación de la tercera noche, y esto podía ser peligroso para un teatro que necesitaba cada penique para costear los gastos. Los dramaturgos estrella podían negociar más de una noche de beneficio y podrían tener beneficios en las reposiciones, mientras que los autores nuevos, desconocidos o dependientes podían ser manejados fácilmente. La solución para los productores teatrales fue disminuir los costes de obras y actores al tiempo que incrementaban el espectáculo en su conjunto. Había unas cuantas obras que no eran en absoluto literarias que podían representarse más a menudo que las literarias. 
John Rich y Colley Cibber disputaron por efectos teatrales especiales. Representaron obras que eran solo espectáculo, donde el texto de la obra era casi un añadido del último momento. Dragones, torbellinos, truenos, olas del océano, e incluso elefantes reales se representaban en el escenario. Batallas, explosiones, y caballos, se pusieron sobre las tablas (Cibber). Rich se especializó en la pantomima y fue famoso por el personaje «Lun», en representaciones tipo arlequín. Los autores de estas obras eran escritores de alquiler, no dramaturgos, de manera que no recibían la recaudación de la tercera noche. Una pantomima, después de todo, requería menos texto y más dirección artística, y con John Rich y Colley Cibber actuando como actores estrellas y directores, este tipo de espectáculos a la carta no necesitaban un poeta. Más aún, los espectáculos podían escribirse rápidamente en respuesta a los caprichos del público o los triunfos de un teatro rival. Raramente se arriesgaban a afirmaciones políticas ofensivas, y no requerían que se pagasen beneficios a un dramaturgo. En resumen, daban más beneficios a los directores. Las obras representadas de esta manera no son generalmente conservadas ni estudiadas. Su práctico monopolio sobre los teatros, particularmente durante los años 1720, enfureció a los autores literarios. Alexander Pope fue sólo uno de los muchos poetas que atacaron el «espectáculo» (en La dunciada de 1727, y, con más fuerza aún, en su segunda parte). La crítica era tan generalizada que el propio Colley Cibber se disculpaba por su intervención en la guerra de los efectos especiales, alegando que no tenía otro remedio que acceder a las presiones del mercado.

### Las "torturas cromáticas" y divas de ópera

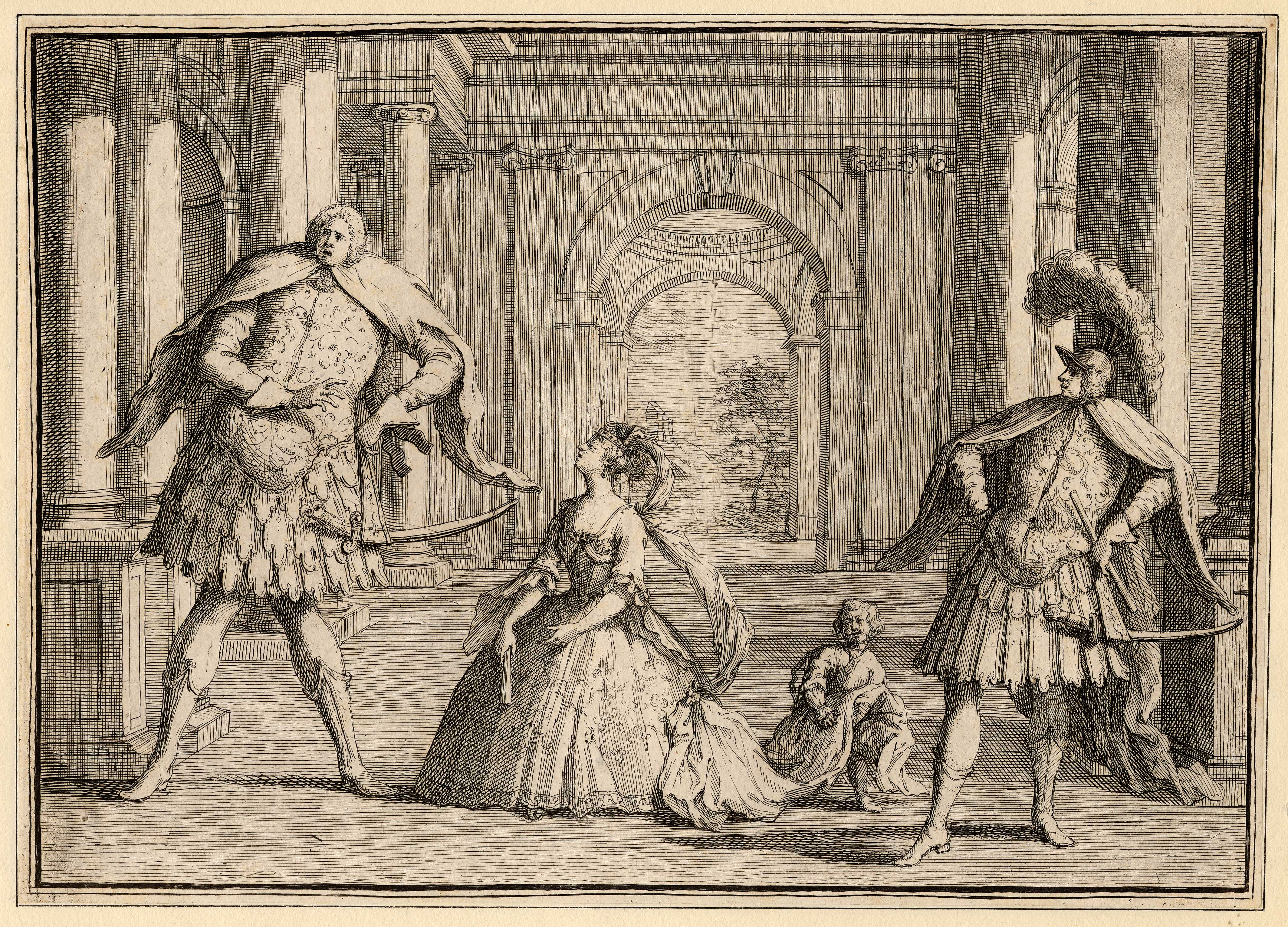
Caricatura de los cantantes de ópera Senesino, Cuzzoni y Berenstadt, del.

Como si los espectáculos vacuos e infraliterarios no fueran suficiente amenaza para los dramaturgos, la ópera, que había pasado a Inglaterra con la Restauración, experimentó un enorme auge de popularidad con la llegada de la gran ópera italiana a Inglaterra en los años 1710 y 1720. En The Spectator, tanto en el número 18 como en el de 3 de abril de 1711, y en muchos otros lugares, Joseph Addison se preocupaba porque la ópera extranjera barriera el teatro inglés de los escenarios. Estos primeros temores siguieron a la repentina moda por los cantantes italianos y las óperas que dominó Londres en 1711 con la llegada de Händel. Puesto que la ópera combinaba el canto con la actuación, era un género mixto, y su violación de la preceptiva neoclásica hizo que fuera un género discutido desde el comienzo. Addison, condenando la heterogeneidad de la ópera, escribió, "Nuestros paisanos no pueden evitar reírse cuando oyen a un amante cantando cartas de amor, e incluso se pone música a la dirección del sobre." Esta clase de ópera no sólo consumía tiempo y espacio teatral, sino que también se llevaba la materia dramática. Los auténticos dramaturgos estaban perdidos. Como dijo John Gay, lamentándose, nadie podía usar música en una obra a menos que fuera una ópera, y esto les estaba casi prohibido a los ingleses. Peor aún, los repartos y estrellas destacadas eran extranjeros y, como ocurrió con Farinelli y Senesino (el segundo de los cuales cobró dos mil libras por una sola representación en 1721), castrati. Los castrati eran símbolos de la Iglesia católica. Los satíricos vieron en la ópera el no va más de la discriminación. Elevadas melodías cubrirían las expresiones de los cantantes de tristeza o alegría, mezclando toda emoción y sentido en una canción que podía no tener nada que ver en absoluto. Alexander Pope arremetió contra este destrozo del "decoro" y del "sentido" en Dunciad B y sugirió que su verdadero propósito era despertar el poder de la Iglesia católica ("Wake the dull Church") mientras paralizaba la escena política y satírica y hacía que todos los londinenses cayeran en un sueño de anti-Ilustración:
"Alegría en el Caos! que reine la División:
Las torturas cromáticas pronto alejarán [a las musas] de ahí,
Crispen todos sus nervios, y dilapiden todo su buen sentido:
Un Trino armonizará alegría, pena, y furia,
Despierte le apagada Iglesia, y adormezca a la Escena que despotrica;
Esas mismas notas tus hijos deberán tararear, o roncar,
Y todas tus aburridas hijas llorar, bis." (IV 55-60)
La gran ópera tenía un alto grado de espectáculo. Cuando llegó a Inglaterra en el siglo XVII, provocó la aparición de puestas en escena enormemente complejas para representar las ilusiones de fantasmas, figuras mitológicas y batallas épicas. La llegada de Händel a Inglaterra originó la nueva moda por la ópera inglesa, así como por la importada, sin atender al contenido, siempre que creara un enorme impacto visual. Aunque algunos de los "Talentos tory" como Pope y John Gay escribieron libretos de ópera (los dos se combinaron para Acis y Galatea de Händel), la ópera era una forma de teatro espectacular que dejaba poco espacio para la interpretación dramática. Pope argumentó en La dunciada que las óperas de Händel eran "masculinas" en comparación con la ópera italiana y francesa. Esto es un comentario musical, pero también lo es sobre la cantidad de decoración y frivolidades exhibida en el escenario, pues las óperas de Händel se concentraban en la historia y en la música, más que en los efectos teatrales. 
Lo que enfurecía a los autores ingleses no es sólo que esas óperas desplazasen al teatro genuino, sino que las payasadas y la afición a los cantantes excluían todo el resto. Los cantantes (en particular las sopranos) introdujeron en Londres el concepto de prima donna, en todos los sentidos de la palabra. En 1727, dos sopranos italianas, Francesca Cuzzoni y Faustina Bordoni, tenían tal rivalidad y odio entre ellas (la segunda cobraba más que la primera) que animaban al público a apoyar a su cantante favorita silbando a su rival. Durante una representación de Astyanax en 1727, las dos mujeres empezaron a pegarse de verdad sobre el escenario (Loughret 13). John Gay escribió a Jonathan Swift el 3 de febrero de 1723,
A nadie se le permite decir Yo canto, excepto si es un eunuco o una mujer italiana. Ahora todo el mundo es tan entendido en música como en tu época lo eran en poesía y tipos que no distinguían una canción de otra ahora discuten a diario sobre los diferentes estilos de Händel, Bononcini, y Aitillio. La gente se ha olvidado de Homero, y Virgilio y César..."
Estas óperas eran espectáculos, en todos los sentidos. Las personalidades de las estrellas estaban antes que la escena, las estrellas estaban antes que la música, y la música antes que las palabras. Además, la ópera trajo nuevas maquinarias y efectos. Incluso Händel, a quien Pope considera contenido y sobrio, hacía que llevasen a su heroína a escena por medio de "dos grandes dragones de cuyas bocas sale fuego y humo" en Rinaldo en 1711. 
El "problema" del espectáculo continuó en la década de los años 1720 y 1730. En 1734, Henry Fielding hizo que su trágico, Fustian, describiera el horror de un espectáculo de pantomima:
"...insinuando que después de que el público se cansara de las aburridas obras de Shakespeare, Jonson, Vanbrugh, y otros, debían ser entretenidos con una de estas pantomimas, de la que el director del teatro, dos o tres pintores, y media docena de maestros de baile son los compiladores... A menudo me he preguntado cómo era posible para cualquier criatura humana con sentido, haberse entretenido durante tres horas con la producción de un gran genio, y después quedarse sentado durante otras tres horas para ver a un montón de gente correteando por el escenario persiguiéndose, sin pronunciar una sola palabra, y haciendo juegos malabares, que se hacen en Fawks's de mucho mejor; y por esto, señor mío, la ciudad no sólo paga más, sino que pierde varios papeles buenos de sus mejores autores, que quedan excluidos para dejar espacio a estas farsas." (Pasquín, V i.)
Fustian se queja también de que a los autores se les niegan los teatros debido a estos entretenimientos, así como de que los directores de los teatros roben obras de sus autores. Como Fustian dijo en un momento anterior, una obra puede pasarse cuatro meses intentando llamar la atención de un director y luego "te dice que no funcionará, y te lo devuelve, quedándose con el tema, y quizá incluso el nombre, que saca en la siguiente pantomima" (Pasquin IV i.).

## En renacer del teatro satírico, y la Licensing Act
Hacia finales de los años 1720, el comportamiento de las estrellas de ópera, el absurdo de las producciones espectaculares, y una escalada en la guerra política entre los dos partidos llevó a que se reclamara la escena por los dramaturgos políticos. Durante los últimos años del rey Jorge I, que favoreció a Robert Walpole, se produjo una rebatiña por el favor del futuro rey Jorge II, su esposa, y su amante, y esto se combinó con el quebrantamiento de la confianza pública en el gobierno después de la burbuja de los mares del Sur y las revelaciones de corrupción en el juicio a Jonathan Wild, Charles Hitchen, el conde de Macclesfield, y otros. 

### John Gay y la inversión cómica
John Gay parodió la ópera con su Beggar's Opera (1728) y con ella presentó una sátira de las acciones de Robert Walpole durante la Burbuja de los mares del Sur.  En su superficie, la obra se refiere a un hombre llamado Macheath que dirige una banda para un receptador criminal llamado Peachum, cuya hija, Polly Peachum, está enamorada de él, y que se escapa de la prisión una y otra vez debido a que la hija del carcelero, Lucy Lockitt, también está enamorada de él.  Peachum desea ver colgado a Macheath porque Polly se ha casado con Macheath, a diferencia de Lucy Lockitt, que simplemente está embarazada de él. Ninguna de las dos mujeres se preocupan por la actividad sexual de Macheath, sino sólo de con quién se case, pues el matrimonio significa acceso a su patrimonio cuando, con el tiempo, le cuelguen.  Peachum teme que Macheath le entregue a la ley, y también siente que el matrimonio es una traición a la buena crianza, que la prostitución es el comportamiento más distinguido.  Gay anunciaba su intención de crear la "ballad opera" con la obra.  La música de las canciones venía de tonadas ya populares, y diez de las canciones eran del satirista Tom D'Urfey, cuyo Pills to Purge Melancholy (Píldoras para purgar la melancolía) era una colección de canciones groseras, subidas de tono y entretenidas, sobre varios temas.  La balada se asociaba con las canciones folclóricas y la poesía popular, así que la elección de Gay de usar baladas (aunque fueran baladas escritas por un autor bien conocido) por su música era en sí mismo un intento de desinflar la aparente pomposidad y elitismo de la ópera.
Para la mayor parte de la audiencia, el entretenimiento central de la ópera era el triángulo amoroso entre Macheath, Polly, y Lucy, pero satíricamente, el centro de la ópera era la historia entre Peachum y Macheath.  Esta historia tenía un obvio paralelismo con el caso de Jonathan Wild (Peachum) y Jack Sheppard (Macheath).  Sin embargo, también era el relato de Robert Walpole (Peachum) y los directores de los mares del Sur (Macheath).  Robert Walpole fue el ministro más divisivo de la historia británica, y su control sobre la Cámara de los Comunes duró dos décadas.  Hasta Margaret Thatcher, ningún otro primer ministro (el cargo no existiría con tal nombre hasta después) tuvo semejante enfrentamiento con los artistas. Había consolidado despiadadamente su poder, y el celo lo preservaba de todas las amenazas. Durante la burbuja de los mares del Sur, Walpole fue acusado de ser "la pantalla" que protegía de persecuciones a los acaudalados directores de la corporación, y de vender sus propias participaciones por todo su valor antes de la caída de su cotización. Más aún, durante la vida y carrera del verdadero Jonathan Wild, el ministerio whig de Walpole se sospechaba que protegía y apoyaba a este maestro "caza-ladrones". 
Además, la ópera de Gay era una parodia estricta e inversión de la ópera. Gay hacía que sus ladrones y prostitutas hablasen como caballeros y damas de la alta sociedad. Implícitamente, sugería que los nobles no son mejores que los ladrones, incluso que los ladrones tienen su propio mundo paralelo con monarquías, senados y religión propios. Hace que Beggar (literalmente, Pordiosero, el supuesto autor de la ópera) explique que las dos mujeres de la obra tienen papeles iguales y por lo tanto no deben pelear (una broma que los testigos de la batalla entre divas entenderían). Los escenarios sobrenaturalmente sublimes de la ópera se convierten, en manos de Gay, en los laberintos de la parroquia de St Giles. En lugar de ambientaciones palaciegas, muestra prisiones. En vez de salones del trono, tabernas. En vez de reyes, receptadores criminales. En vez de caballeros errantes o amantes pastoriles, un bandolero. En lugar de diosas en carros dorados, una doncella arruinada, un coro de prostitutas, y Polly (quien es perversamente casta). Las arias también usan las mismas metáforas propias de la ópera, y las canciones de Gay son en sí parodias de las previsibles letras de la ópera. La sugerencia de Gay de un parecido esencial del ministro con su más famoso ladrón se extiende también a la insinuación de que la alta ópera es esencialmente como las canciones de taberna. La obra fue un éxito, llegando a alcanzar el insólito número de ochenta representaciones. En consecuencia, las canciones, así como la obra, se imprimieron y vendieron.
Robert Walpole, que sentía una especial animosidad hacia John Gay, acudió a ver la obra y la disfrutó. No obstante, al saber, por medio de un amigo, que él era uno de los objetivos de la sátira, intentó que pararan las representaciones. Cuando Gay escribió una segunda parte, llamada Polly, Walpole hizo que la obra se suprimiera antes de la representación. La supresión no tenía precedente, pero pronto se usó como precedente, a pesar de que no se había producido ningún ataque real al ministro. Este sentimiento (tory) antiministerial se deduce totalmente de una interpretación de la obra.
Los dramaturgos se encontraron, por lo tanto, en apuros. Por un lado, cuando los teatros no estaban representando óperas importadas del continente, prescindían de los dramaturgos usando pantomimas de escritores mediocres. Por otro lado, cuando aparecía una obra satírica con una fuente literaria, el ministro whig la suprimía aunque viniera del dramaturgo más popular de la época, como John Gay. Más aún, la supresión se basaba por completo en comparaciones implícitas, en nada explícito. Gay no había dicho que Walpole fuera un ladrón tan malo como Wild, aunque así se sugería. 

### Los nuevos talentos tory, ascenso de la sátira y la creación de la Licensing Act
La participación personal de Robert Walpole en la censura de los entretenimientos que le criticaban solo avivó las llamas del antagonismo entre él y la escena. Henry Fielding, entre otros, no temía provocar al ministro, y las obras anti-walpoleanas crecieron rápidamente después de la supresión de Polly. La obra de Fielding Tom Thumb (Pulgarcito, 1730) era una sátira sobre todas las tragedias escritas con anterioridad, con citas de todas las peores obras pegadas juntas para lograr mayor efecto absurdo. La protagonizaba un enano epónimo que intentaba dirigir el reino y se llegaba a insinuar entre las filas de los reyes. Era, en otras palabras, un ataque a Robert Walpole y la manera de referirse a él llamándole "el Gran hombre" y su supuesto control sobre Carolina de Ansbach. Como ocurrió con la obra de Gay The Beggar's Opera, el general en miniatura habla constantemente en un tono elevado, haciéndose el gran héroe, y todas las damas de tamaño normal luchan entre ellas por ser su amante. El contraste entre la realidad, el engaño y el auto-engaño era una forma de anticlímax que hacía que las audiencias pensaran en otras personas altisonantes. Si una figura ridículamente pequeña podía ser considerada un héroe por sus propias bravuconadas, ¿podrían otros grandes líderes ser igualmente pequeños? ¿Eran titanes, o enanos como Tom Thumb? Fielding anunciaba, esencialmente, que el emperador iba desnudo, que el primer ministro no tenía ninguna grandeza. Walpole respondió suprimiendo las representaciones de la obra. Fielding era juez de paz de profesión, así que sabía que el ministro solo podía controlar los escenarios, y no la publicación de libros. Así que se aprovechó del mercado existente de obras impresas, y su revisión de la obra solo apareció en forma de libro. Estaba escrita por "Scribblerus Secundus", según anunciaba la primera página (una referencia al Club Scribblerus de Jonathan Swift, Gay, Pope, Robert Harley, Thomas Parnell, John Arbuthnot, y Henry St. John) y fue la Tragedia de tragedias, que hizo por el teatro lo que la obra de Pope Peri Bathos: or The Art of Sinking in Poetry había hecho por la poesía. Fielding colocó un aparato crítico en la obra, mostrando las fuentes de todas las parodias, y por lo tanto haciendo que parecieran que su objetivo había sido desde el principio la mala tragedia y no el primer ministro. (La obra posterior de Fielding, Jonathan Wild, deja claro que esto no era verdad, pues utilizaba exactamente el mismo artificio satírico, "el Gran hombre", para atacar al mismo objetivo, Robert Walpole). 
Henry Fielding no había acabado con la sátira del ministro. Su Covent-Garden Tragedy (Tragedia de Covent Garden)  de 1732 se ambientaba en un prostíbulo. Aunque la obra solo se interpretó una vez, como Tom Thumb, se vendió cuando se imprimió. Sus ataques sobre la licencia poética y el anti-realismo de los trágicos domésticos y autores moralmente sentenciosos era un ataque sobre los valores centrales de la versión whig de la estimación personal. Dos años más tarde, a Fielding se le unió Henry Carey en la sátira anti-walpoleana. Su Chrononhotonthologos aprende de Tom Thumb por satirizar externamente la vacuidad de la rimbombancia.  Sin embargo, también implicaba una sátira muy específica y peligrosa sobre el rey Jorge II y su esposa legal.  El rey y la reina nunca llegan a encontrarse en la obra, y el tema es las guerras del primero de ellos con la incomodidad personal y el deseo de la segunda por el adulterio.  En particular, la propia reina es atacada implícitamente.  Sin embargo, también parece ser una obra superficial con versos a la moda y sin sentido, y deleitó al público con sus trabalenguas y su parodia. Carey hizo de El dragón de Wantley una obra de teatro en 1734. Fielding y Carey, entre otros, retomaron el garrote que los talentos tory habían abandonado y comenzaron a usarlo satirizando a Walpole y al Parlamento con creciente ferocidad (y escatología).
La obra de Carey Dragon of Wantley era sin duda un ataque inconfundible sobre la política de impuestos y el creciente poder del gobierno de Londres sobre el campo. Las obras de Fielding y Carey también hacían concesiones al espectáculo. En realidad, sus obras se basaban en una burlesque del espectáculo y en el espectáculo, pues los efectos de ejércitos desordenados en Chrononhotonthologos (que se amontonaban unos encima de otros, en lugar de marchar en filas) y el dragón titular de Wantley, así como la miniaturización de Tom Thumb y el escenario escabroso del prostíbulo en Covent Garden, eran parte del dibujo y parte del humor de estas obras. La obra que sirvió como excusa para la ley de censura teatral de 1737 fue, sin embargo, anónima: A Vision of the Golden Rump (Una visión del trasero dorado) en la que el "rump" del título era, al mismo tiempo, el Parlamento, unas ancas asadas y unas nalgas humanas.
La ley de censura teatral implicó que todas las obras que se quisieran representar debían pasar antes por un censor, y sólo aquellas que obtuvieran su aprobación podían representarse. Por lo tanto, las obras se juzgaban por su crítica potencial al ministro, y no por la reacción o la representación. La primera obra que se prohibió con la nueva ley fue Gustavus Vasa de Henry Brooke. La obra recurre al rey sueco Gustavo Vasa, protestante, para castigar al teóricamente corrupto Parlamento de la Administración Walpole, aunque Brooke protestó diciendo que sólo pretendía escribir una obra histórica. Samuel Johnson escribió una sátira paródica al estilo de Swift sobre los censores, titulada A Complete Vindication of the Licensers of the Stage (1739). La sátira, por supuesto, no era una vindicación sino al contrario, una reductio ad absurdum de la posición de la censura. Si los censores no hubieran ejercitado su labor de manera tan parcial, la ley no hubiera afectado tan dramáticamente a la escena inglesa, pero el público era consciente de las prohibiciones y la censura, y en consecuencia, miraba con sospecha una obra que superase la censura. Por lo tanto, los teatros no tenían más remedio que representar obras antiguas, pantomimas, y otras sin ningún contenido político concebible. Como consecuencia de todo ello la reputación de William Shakespeare creció enormemente al cuadruplicarse el número de sus representaciones; la comedia sentimental y el melodrama eran las únicas elecciones "seguras" para el nuevo teatro. Los dramaturgos se habían volcado en la prosa o se dedicaban a otras formas de crítica menos obvias, como las representaciones de marionetas en las que invirtió Charlotte Charke.

## Efectos de la Licensing Act
En la comedia, uno de los efectos de la Licensing Act fue que los dramaturgos comenzaron a desarrollar una comedia sentimental. Esta comedia se denominó por los críticos "alta" comedia, pues se pretendía que fuera más entretenida que graciosa, y obtenía el entretenimiento elevando los sentimientos del espectador. Las tramas también se basaban en que los personajes se caían bien o mal. 
Ya a finales del período augusto, Oliver Goldsmith intentó resistirse a la marea de comedia sentimental con su obra She Stoops to Conquer (Ella desciende para conquistar) (1773), y Richard Brinsley Sheridan montaría varias obras satíricas después de la muerte de Walpole, pero en gran medida el daño ya estaba hecho, y duraría un siglo. Estos dos dramaturgos se aprovecharon de la relajación de la censura y del cansancio del público por la comedia "refinada". La obra de Goldsmith vuelve a presentar el personaje de la pueblerina que  acaba siendo más lista que los libertinos en potencia de la ciudad, que están metidos en una trama para casarse bien. Sheridan, por su parte, muy conscientemente regresó a la comedia de la Restauración para sus modelos, pero con cuidado atenuó los peligros de las tramas sexuales.

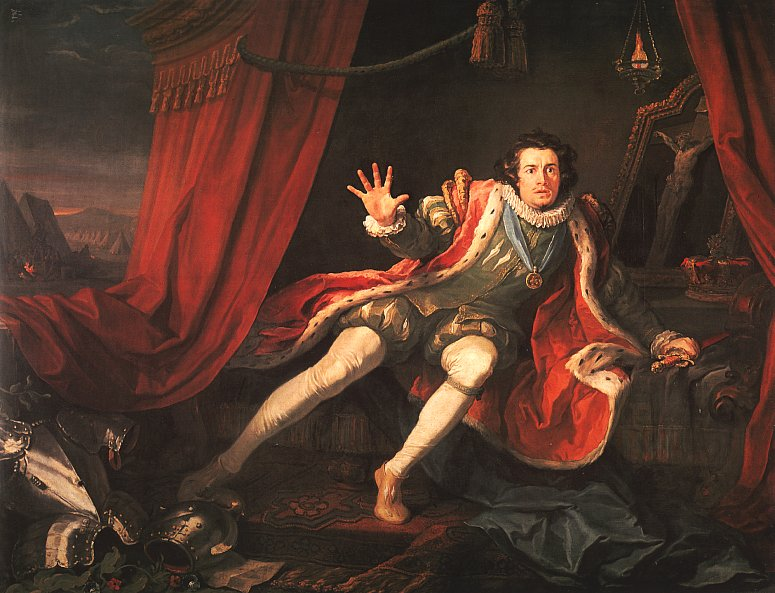
David Garrick, un célebre actor, como el rey Ricardo III en la revisión de Colley Cibber de la obra de Shakespeare seis años después de la Licensing Act, William Hogarth.

Como se ha dicho antes, otro de los efectos de la ley de censura teatral fue que los teatros retomaron las antiguas obras. Como cualquier obra escrita antes de 1737 podía representarse sin necesidad de permiso, los teatros tenían mucho donde elegir. No obstante, buscaron a Shakespeare, en particular, como el autor cuyo solo nombre podía atraer a una audiencia tan amplia como la anteriormente proporcionada por los poetas más destacados. La estatura de Shakespeare había ido creciendo a lo largo del siglo XVII, y la crítica textual había producido textos fiables  (véase reputación de Shakespeare para más detalles). Muchas de las versiones expurgadas y "mejoradas" estaban perdiendo el favor. Actores como David Garrick construyeron toda su reputación interpretando a Shakespeare.  La ley de la censura teatral puede haber sido, él solo, el factor determinante del crecimiento de la "bardolatría". Sin embargo, otras obras obras, menos brillantes, también revivieron, incluyendo muchas versiones de Lady Jane Grey y The Earl of Essex (incluyendo una de Henry Brooke que se había escrito antes de la ley).  Cada una de ellas pueden usarse como un comentario tácito sobre la política de la corte contemporánea y como una postura política. Por lo tanto, cuando los teatros desearon responder al sentimiento político del público, rápidamente podían montar una representación de Catón o una de Lady Jane Greys o, si el humor era otro, una de las obras realistas de Aphra Behn, y algunas de las obras de la Restauración, como la obra de William Wycherley titulada The Plain Dealer o la de William Congreve Así va el mundo (The Way of the World) eran siempre comedias prometedoras. Sin embargo, cuando necesitaban llenar el teatro, con independencia del ambiente político del momento, y presumir de actores, recurrían a Shakespeare.
Finalmente, los escritores que tenían unos fuertes puntos de vista que expresar, políticos o filosóficos, ya no recurrieron en primer lugar al teatro como medio de vida. Antes de 1737, las obras eran un requisito de rigor para los autores que no fueran periodistas. Esto se relaciona con la economía de la venta de libros. Los libreros compraban un libro de un autor, fuera Los viajes de Gulliver o Sermones completos (Collected Sermons), y calculaban sus posibilidades de ganar dinero con su venta. Pagaría al autor de acuerdo con el dinero que esperaba conseguir. Por ejemplo, El vicario de Wakefield, de Goldsmith, fue vendido para pagar un solo plazo de renta, mientras que John Gay recibió 1000 libras por sus Poemas sobre varios temas (Poems on Various Occasions), que era más de siete años de salario de su trabajo gubernamental. Ese sería el único dinero que el autor conseguiría a partir de ese libro, y por lo tanto él o ella necesitaban una nueva versión, un nuevo libro, o una publicación periódica de la siguiente obra para confiar en mayores ingresos. Antes de 1737, los novelistas provenían de las filas de los satíricos (Jonathan Swift) y los periodistas (Daniel Defoe), pero estas novelas tenían en común grandes cambios de escenario, largas tramas, y a menudo cosas imposibles, como caballos parlantes, rasgos que hacían de sus obras material inadecuado para la escena. La excepción fue Aphra Behn, que fue primero dramaturga y novelista después. Su Oroonoko parece que fue escrito como novela simplemente porque no había tiempo para representarla, pues era un comentario político sobre acontecimientos que estaban ocurriendo en ese mismo momento, y ella no podía tener otra obra sobre los eescenarios en aquel momento. Su Love Letters Between a Nobleman and His Sister (Cartas de amor entre un noble y su hermana), como Los viajes de Gulliver y Moll Flanders, eran inapropiadas para la escena. No obstante, después de 1737, las novelas empezaron a tener estructuras dramáticas que implicaban solo a seres humanos normales, pues la escena quedó clausurada para los autores serios.
Además, antes de 1737 las motivaciones económicas para los dramaturgos eran amplias. El escritor recibía la recaudación de la tercera noche de una obra. Esto podía suponer una gran cantidad de dinero, y se renovaría con cada temporada (dependiendo de los pactos a que hubieran llegado). Así, John Gay se enriqueció con The Beggar's Opera.  Una obra de mediano éxito, como The Dissembled Woman, de Leonard Welsted, interpretada en 1726 en Lincoln's Inn Fields reportó a su autor 138 libras netas en el escenario, y sólo 30 por derechos de impresión. Después de que la ley de censura acabara con las esperanzas de los autores serios respecto al teatro, la novela era el camino adecuado a seguir. En particular, la obra de Samuel Richardson Clarissa se publicó en forma de serie y reportó una cantidad sustancial de dinero para el autor por suscripciones. La novela se convirtió en una forma potencialmente lucrativa de publicación, y los libreros comenzaron a pagar más por las novelas conforme las novelas empezaron a venderse más.  De ser una forma de exigencia, la novela se hizo una cuestión de gusto después de que el teatro quedara cerrado por la Licensing Act.  Por lo tanto, la ley de censura teatral tuvo el efecto, no intencionado, de incrementar, más que de disminuir, el poder de los autores disidentes, pues detuvo la expresión de sentimientos anti-walpoleanos y argumentos anti-ministeriales sobre el escenario (que sólo podía alcanzar a los miembros del público de Londres) y envió estos mensajes, en su lugar, a la forma de novela, donde permanecerían impresas, pasarían de mano en mano, y se expandiría por todo el reino.